# Geislingen am Kocher
Geislingen am Kocher is een plaats in de Duitse gemeente Braunsbach, deelstaat Baden-Württemberg, en telt 360 inwoners.